# 代爾尤什省

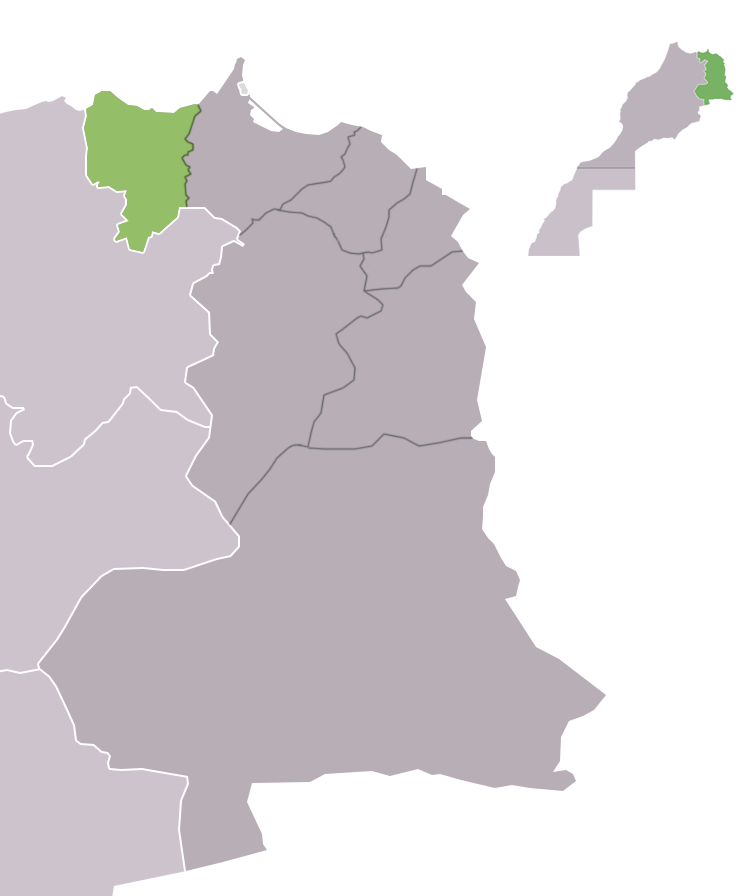

34°59′00″N 3°23′00″W / 34.9833°N 3.3833°W
代爾尤什省（阿拉伯语：‎），是摩洛哥的省份，位於該國東北部，由東部大區負責管轄，首府設於代爾尤什，面積2,867平方公里，2004年人口222,987，人口密度每平方公里78人。